# Картахинес
„Картахине́с“ (на испански: Club Sport Cartaginés) е костарикански футболен клуб от град Картаго.
Играе домакинските си срещи на стадион Естадио Хосе Рафаел „Фельо“ Меса Иванкович, с капацитет 13 500 зрители. В своята история „Картахинес“ става три пъти шампион на страната си. Носител на Купата на шампионите на КОНКАКАФ 1994.

## История
Основан на 1 юли 1906 година от млад англичанин остановил се в Картаго – първата столица на страната. Картахинес е най-старият клуб в страната. Играе в Лига Промерика, най-силната дивизия Коста Рика. Той е сред основателите на първенството на страната през 1921 г. и го печелят през третото му издание сезон 1923. През 1926-та изпада в криза и не е активен в продължение на 9 години. Завръщането му през 1935 отбелязва най-успешния период от съществуването си. Те спечелват изненадващо трофея през 1936 и отново през 1940-та. Това са годините на Хосе Рафаел „Фельо“ Меса Иванкович, великият идол на когото е кръстен стадиона.

## Успехи

### Национални
- Промерика
  -  Шампион (3): 1923, 1936, 1940, 2022 Клаусура
- Втора дивизия
  -  Шампион (2): 1935, 1983
- Купа на Коста Рика
  -  Носител (2): 2014, 2015
- Суперкупа на Коста Рика
  -  Носител (2): 1979

### Международни
- Купа на шампионите на КОНКАКАФ:
  -  Носител (1): 1994
- Купа Интерамерикана:
  -  Вице-шампион (2): 1994
- Купа Фратернидад:
  -  Сребърен медалист (1): 1978